# Nederlands Caribisch Soortenregister

Gebied dat het Caribisch Soortenregister beslaat

Het Nederlands Caribisch Soortenregister ofwel het Dutch Caribbean Species Register is een online overzicht van de biodiversiteit op de Nederlandse Caraïben van Naturalis Biodiversity Center in Leiden. De website is in november 2017 geopend. De website richt zich op wetenschappers, beleidsmakers, adviesbureaus, journalisten, natuurbeheerders en geïnteresseerde leken.
Het Caribische Soortenregister is een samenwerkingsverband van meerdere organisaties, waaronder:
- Caribbean Netherlands Science Institute (CNSI)
- Dutch Caribbean Biodiversity Database
- Dutch Caribbean Nature Alliance
- Nationaal park Arikok
- STINAPA Bonaire National Parks Foundation
- CARMABI, Curaçao
- Saba Conservation Foundation
- St Eustatius National Parks Foundation
- Sint Maarten Nature Foundation
- Stichting ANEMOON

Aan het Caribische Soortenregister zijn verschillende wetenschappers en fotografen verbonden, waaronder entomoloog, politicus, dichter en schrijver Carel de Haseth, botanicus André van Proosdij, marien bioloog Bert Hoeksema, eilandbioloog Gerard van Buurt en botanicus Tinde van Andel. 
Er worden over soorten en ondersoorten die op een of meerdere eilanden van de Nederlandse Antillen voorkomen diverse gegevens verstrekt. De geaccepteerde wetenschappelijke naam (met de auteur) en waar bekend ook de Engelse, Nederlandse en Papiamento namen worden gegeven. Eventueel worden er ook synoniemen gegeven.
Van de soort wordt aangegeven op welk van de eilanden hij voorkomt: Aruba, Bonaire, Curaçao, Sint Eustatius, Sint Maarten en/of Saba. Er wordt een onderscheid gemaakt tussen soorten die van nature op de Nederlandse Antillen voorkomen en soorten die geïntroduceerd zijn. Eventueel wordt de internationale beschermingsstatus opgegeven. Per eiland kan een overzicht gemaakt worden met de daar voorkomende soorten, en ook worden eventueel beschikbare afbeeldingen en het voorkomen op de eilanden middels verspreidingskaarten getoond.